# ČAFC Židenice 2011
ČAFC Židenice 2011 (celým názvem: Český atleticko-footballový club Židenice 2011) je český fotbalový klub, který sídlí v brněnské městské části Židenice v Jihomoravském kraji. Založen byl v roce 1921.
Největší fotbalový úspěch dosáhla „Čafka“ v roce 1952, kdy se stala účastníkem první fotbalové ligy. Do ligy se dostala poněkud nezvyklým způsobem, a sice jako semifinalista odborářského poháru 1951 (stejně tak Armaturka Ústí nad Labem, SONP Kladno a Kovosmalt Trnava).
Historicky 3. brněnský účastník nejvyšší soutěže (po SK Židenice – 1933/34, Moravské Slavii Brno – 1935/36 a před Rudou hvězdou Brno – 1957/58 a Spartakem KPS Brno – 1961/62) však hrál nejvyšší soutěž jen jeden rok. Nejvíce prvoligových startů za tento klub mají na kontě František Samuelčík a Eduard Schön (26 – jako jediní zasáhli do všech utkání), nejlepšími prvoligovými střelci byli Jan Procházka (5) a Eduard Šabatka (4).
V domácím poháru byl pro klub největší úspěch postup do čtvrtfinále Československého poháru v sezóně 1973/74 (v osmifinále vyřadil tehdejší ZKL Brno prvoligovou Duklu Praha).
Finanční spory s vlastníkem stadionu (Tělocvičná jednota Sokol Brno Židenice) v Gajdošově ulici vedly k tomu, že sezóna 2010/11 byla poslední, do které klub mužů ČAFC Židenice nastoupil. V sezonách 2011/12 a 2012/13 vystupoval jako ČAFC Židenice 2011 v brněnských městských soutěžích. Většina mládežnických týmů v roce 2012 přešla pod nově vzniklý klub, zaregistrovaný jako občanské sdružení s názvem ČAFC Židenice 2011 a působí na původním tréninkovém hřišti v Pastrnkově ulici v Brně. V sezóně 2016/17 se nová „Čafka“ vrátila po čtyřleté odmlce do soutěží dospělých.

## Historické názvy
- 1921 – DSK Juliánov (Dělnický sportovní klub Juliánov)
- 1926 – DSK Brno XV. (Dělnický sportovní klub Brno XV.)
- 1930 – ČAFC Židenice (Český atleticko-footballový club Židenice)
- 1948 – JTO Sokol MEZ Židenice (Jednotná tělovýchovná organisace Sokol Moravské elektrotechnické závody Židenice)
- 1949 – ZSJ MEZ Židenice (Závodní sokolská jednota Moravské elektrotechnické závody Židenice)
- 1953 – DSO Spartak MEZ Židenice (Dobrovolná sportovní organisace Spartak Moravské elektrotechnické závody Židenice)
- 1957 – TJ Spartak Židenice (Tělovýchovná jednota Spartak Židenice)
- 1960 – TJ ZKL Brno (Tělovýchovná jednota Závody kuličkových ložisek Brno)
- 1976 – TJ Zetor Brno (Tělovýchovná jednota Zetor Brno)
- 1994 – ČAFC Židenice Brno (Český atleticko-footballový club Židenice Brno)
- 2011 – zánik
- 2011 – obnovena činnost pod názvem ČAFC Židenice 2011 (Český atleticko-footballový club Židenice 2011)

## Umístění v jednotlivých sezonách
Stručný přehled
Zdroje: 
- 1934–1936: I. A třída BZMŽF

Plakát přátelského fotbalového utkání Skra Częstochowa - ČAFC Židenice (1947)

- 1936–1939: I. B třída BZMŽF – II. okrsek
- 1939–1942: I. B třída BZMŽF – I. okrsek
- 1942–1946: I. A třída BZMŽF
- 1946–1947: I. A třída BZMŽF – II. okrsek (slovácký)
- 1947–1948: I. A třída BZMŽF – I. okrsek (brněnský)
- 1948: Moravskoslezská divize – sk. Jih
- 1949–1950: Oblastní soutěž – sk. C
- 1951: Krajská soutěž – Brno
- 1952: Mistrovství československé republiky
- 1953–1954: Krajský přebor – Brno
- 1955: Oblastní soutěž – sk. D
- 1956–1960: I. A třída Brněnského kraje
- 1960–1961: Jihomoravský krajský přebor
- 1961–1963: I. třída Jihomoravského kraje – sk. B
- 1963–1964: Jihomoravský krajský přebor
- 1964–1965: II. liga – sk. B
- 1965–1979: Divize D
- 1979–1980: Jihomoravský krajský přebor
- 1980–1981: Divize D
- 1981–1982: Divize C
- 1982–1986: Divize D
- 1986–1991: Jihomoravský krajský přebor
- 1991–2001: Divize D
- 2001–2002: Jihomoravský župní přebor
- 2002–2005: Přebor Jihomoravského kraje
- 2005–2008: Divize D
- 2008–2011: Přebor Jihomoravského kraje

- 2011–2012: Brněnský městský přebor
- 2012–2013: Brněnská městská soutěž
- 2016–2017: Brněnská městská soutěž
- 2017–2023: Brněnský městský přebor
- 2023–: I. B třída Jihomoravského kraje − sk. B

Jednotlivé ročníky
Zdroje: 
Legenda: Z – zápasy, V – výhry, R – remízy, P – porážky, VG – vstřelené góly, OG – obdržené góly, +/− – rozdíl skóre, B – body, červené podbarvení – sestup, zelené podbarvení – postup, fialové podbarvení – reorganizace, změna skupiny či soutěže
| Československo (1934 – 1939)                                                                  |                                                             |                                                             |                                                             |                                                             |                                                             |                                                             |                                                             |                                                             |                                                             |                                                             |                                                             |
| Sezóna                                                                                        | Liga                                                        | Úroveň                                                      | Z                                                           | V                                                           | R                                                           | P                                                           | VG                                                          | OG                                                          | +/−                                                         | B                                                           | Pozice                                                      |
| 1934/35                                                                                       | I. A třída BZMŽF                                            | 3                                                           | 18                                                          | 5                                                           | 3                                                           | 10                                                          | 33                                                          | 45                                                          | −12                                                         | 13                                                          | 8.                                                          |
| 1935/36                                                                                       | I. A třída BZMŽF                                            | 3                                                           | 20                                                          | ...                                                         | ...                                                         | ...                                                         | ...                                                         | ...                                                         | ...                                                         |                                                             | 11.                                                         |
| 1936/37                                                                                       | I. B třída BZMŽF – II. okrsek                               | 4                                                           | 20                                                          | ...                                                         | ...                                                         | ...                                                         | ...                                                         | ...                                                         | ...                                                         |                                                             | 3.                                                          |
| 1937/38                                                                                       | I. B třída BZMŽF – II. okrsek                               | 4                                                           | 22                                                          | 8                                                           | 4                                                           | 10                                                          | 61                                                          | 66                                                          | −5                                                          | 20                                                          | 9.                                                          |
| 1938/39                                                                                       | I. B třída BZMŽF – II. okrsek                               | 4                                                           | 22                                                          | ...                                                         | ...                                                         | ...                                                         | ...                                                         | ...                                                         | ...                                                         |                                                             |                                                             |
| Protektorát Čechy a Morava (1939 – 1944)                                                      |                                                             |                                                             |                                                             |                                                             |                                                             |                                                             |                                                             |                                                             |                                                             |                                                             |                                                             |
| Sezóny                                                                                        | Liga                                                        | Úroveň                                                      | Z                                                           | V                                                           | R                                                           | P                                                           | VG                                                          | OG                                                          | +/−                                                         | B                                                           | Pozice                                                      |
| 1939/40                                                                                       | I. B třída BZMŽF – I. okrsek                                | 4                                                           | 25                                                          | 19                                                          | 1                                                           | 5                                                           | 159                                                         | 57                                                          | +102                                                        | 39                                                          | 2.                                                          |
| 1940/41                                                                                       | I. B třída BZMŽF – I. okrsek                                | 4                                                           | 24                                                          | 12                                                          | 2                                                           | 10                                                          | 86                                                          | 59                                                          | +27                                                         | 26                                                          | 5.                                                          |
| 1941/42                                                                                       | I. B třída BZMŽF – I. okrsek                                | 4                                                           | 22                                                          | ...                                                         | ...                                                         | ...                                                         | ...                                                         | ...                                                         | ...                                                         |                                                             | 1.                                                          |
| 1942/43                                                                                       | I. A třída BZMŽF                                            | 3                                                           | 26                                                          | ...                                                         | ...                                                         | ...                                                         | ...                                                         | ...                                                         | ...                                                         |                                                             |                                                             |
| 1943/44                                                                                       | I. A třída BZMŽF                                            | 3                                                           | 26                                                          | 13                                                          | 2                                                           | 11                                                          | 75                                                          | 91                                                          | −16                                                         | 28                                                          | 7.                                                          |
| 1944/45                                                                                       | Končila druhá světová válka, pravidelné soutěže se nehrály. | Končila druhá světová válka, pravidelné soutěže se nehrály. | Končila druhá světová válka, pravidelné soutěže se nehrály. | Končila druhá světová válka, pravidelné soutěže se nehrály. | Končila druhá světová válka, pravidelné soutěže se nehrály. | Končila druhá světová válka, pravidelné soutěže se nehrály. | Končila druhá světová válka, pravidelné soutěže se nehrály. | Končila druhá světová válka, pravidelné soutěže se nehrály. | Končila druhá světová válka, pravidelné soutěže se nehrály. | Končila druhá světová válka, pravidelné soutěže se nehrály. | Končila druhá světová válka, pravidelné soutěže se nehrály. |
| Československo (1945 – 1993)                                                                  |                                                             |                                                             |                                                             |                                                             |                                                             |                                                             |                                                             |                                                             |                                                             |                                                             |                                                             |
| Sezóna                                                                                        | Liga                                                        | Úroveň                                                      | Z                                                           | V                                                           | R                                                           | P                                                           | VG                                                          | OG                                                          | +/−                                                         | B                                                           | Pozice                                                      |
| 1945/46                                                                                       | I. A třída BZMŽF                                            | 3                                                           | 30                                                          | 20                                                          | 4                                                           | 6                                                           | 120                                                         | 75                                                          | +45                                                         | 44                                                          | 3.                                                          |
| 1946/47                                                                                       | I. A třída BZMŽF – II. okrsek                               | 3                                                           | 22                                                          | 15                                                          | 2                                                           | 3                                                           | 58                                                          | 33                                                          | +25                                                         | 32                                                          | 2.                                                          |
| 1947/48                                                                                       | I. A třída BZMŽF – I. okrsek                                | 3                                                           | 18                                                          | 9                                                           | 3                                                           | 6                                                           | 58                                                          | 36                                                          | +22                                                         | 21                                                          | 4.                                                          |
| 1948                                                                                          | Moravskoslezská divize – sk. Jih                            | 3                                                           | 11                                                          | 9                                                           | 1                                                           | 1                                                           | 34                                                          | 14                                                          | +20                                                         | 19                                                          | 1.                                                          |
| 1949                                                                                          | Oblastní soutěž – sk. C                                     | 2                                                           | 26                                                          | 8                                                           | 4                                                           | 14                                                          | 50                                                          | 62                                                          | −12                                                         | 20                                                          | 9.                                                          |
| 1950                                                                                          | Oblastní soutěž – sk. C                                     | 3                                                           | 22                                                          | 14                                                          | 4                                                           | 4                                                           | 61                                                          | 26                                                          | +35                                                         | 32                                                          | 1.                                                          |
| 1951                                                                                          | Krajská soutěž – Brno                                       | 2                                                           | 18                                                          | 10                                                          | 3                                                           | 5                                                           | 42                                                          | 25                                                          | +17                                                         | 23                                                          | 4.                                                          |
| 1952                                                                                          | Mistrovství československé republiky                        | 1                                                           | 26                                                          | 2                                                           | 4                                                           | 20                                                          | 25                                                          | 71                                                          | −46                                                         | 8                                                           | 14.                                                         |
| 1953                                                                                          | Krajský přebor – Brno                                       | 3                                                           | 11                                                          | 6                                                           | 1                                                           | 4                                                           | 25                                                          | 22                                                          | +3                                                          | 13                                                          | 6.                                                          |
| 1954                                                                                          | Krajský přebor – Brno                                       | 3                                                           | 22                                                          | 11                                                          | 5                                                           | 6                                                           | 40                                                          | 29                                                          | +11                                                         | 27                                                          | 4.                                                          |
| 1955                                                                                          | Oblastní soutěž – sk. D                                     | 3                                                           | 22                                                          | 4                                                           | 3                                                           | 15                                                          | 22                                                          | 63                                                          | −41                                                         | 11                                                          | 11.                                                         |
| 1956                                                                                          | I. A třída Brněnského kraje                                 | 4                                                           | 22                                                          | 7                                                           | 6                                                           | 9                                                           | 34                                                          | 39                                                          | −5                                                          | 20                                                          | 6.                                                          |
| 1957/58                                                                                       | I. A třída Brněnského kraje                                 | 4                                                           | 39                                                          | 21                                                          | 4                                                           | 14                                                          | 104                                                         | 67                                                          | +37                                                         | 46                                                          | 4.                                                          |
| 1958/59                                                                                       | I. A třída Brněnského kraje                                 | 4                                                           | 22                                                          | 10                                                          | 2                                                           | 10                                                          | 47                                                          | 47                                                          | 0                                                           | 22                                                          | 9.                                                          |
| 1959/60                                                                                       | I. A třída Brněnského kraje                                 | 4                                                           | 22                                                          | 11                                                          | 7                                                           | 4                                                           | 63                                                          | 36                                                          | +27                                                         | 29                                                          | 3.                                                          |
| 1960/61                                                                                       | Jihomoravský krajský přebor                                 | 3                                                           | 26                                                          | 8                                                           | 5                                                           | 13                                                          | 40                                                          | 46                                                          | −6                                                          | 21                                                          | 11.                                                         |
| 1961/62                                                                                       | I. třída Jihomoravského kraje – sk. B                       | 4                                                           | 26                                                          | 18                                                          | 2                                                           | 6                                                           | 71                                                          | 34                                                          | +37                                                         | 38                                                          | 2.                                                          |
| 1962/63                                                                                       | I. třída Jihomoravského kraje – sk. B                       | 4                                                           | 26                                                          | 21                                                          | 3                                                           | 2                                                           | 104                                                         | 31                                                          | +73                                                         | 45                                                          | 1.                                                          |
| 1963/64                                                                                       | Jihomoravský krajský přebor                                 | 3                                                           | 26                                                          | 18                                                          | 5                                                           | 3                                                           | 75                                                          | 33                                                          | +42                                                         | 41                                                          | 1.                                                          |
| 1964/65                                                                                       | II. liga – sk. B                                            | 2                                                           | 26                                                          | 8                                                           | 5                                                           | 13                                                          | 32                                                          | 47                                                          | −15                                                         | 21                                                          | 10.                                                         |
| 1965/66                                                                                       | Divize D                                                    | 3                                                           | 26                                                          | 14                                                          | 4                                                           | 8                                                           | 41                                                          | 34                                                          | +7                                                          | 32                                                          | 2.                                                          |
| 1966/67                                                                                       | Divize D                                                    | 3                                                           | 26                                                          | 15                                                          | 3                                                           | 8                                                           | 51                                                          | 33                                                          | +18                                                         | 33                                                          | 4.                                                          |
| 1967/68                                                                                       | Divize D                                                    | 3                                                           | 26                                                          | 7                                                           | 8                                                           | 11                                                          | 47                                                          | 44                                                          | +3                                                          | 22                                                          | 8.                                                          |
| 1968/69                                                                                       | Divize D                                                    | 3                                                           | 26                                                          | 6                                                           | 6                                                           | 14                                                          | 27                                                          | 44                                                          | −17                                                         | 18                                                          | 13.                                                         |
| 1969/70                                                                                       | Divize D                                                    | 4                                                           | 30                                                          | 11                                                          | 12                                                          | 7                                                           | 41                                                          | 37                                                          | +4                                                          | 34                                                          | 4.                                                          |
| 1970/71                                                                                       | Divize D                                                    | 4                                                           | 30                                                          | 15                                                          | 5                                                           | 10                                                          | 53                                                          | 36                                                          | +17                                                         | 35                                                          | 3.                                                          |
| 1971/72                                                                                       | Divize D                                                    | 4                                                           | 30                                                          | 12                                                          | 6                                                           | 12                                                          | 50                                                          | 39                                                          | +11                                                         | 30                                                          | 8.                                                          |
| 1972/73                                                                                       | Divize D                                                    | 4                                                           | 30                                                          | 8                                                           | 12                                                          | 10                                                          | 34                                                          | 34                                                          | 0                                                           | 28                                                          | 11.                                                         |
| 1973/74                                                                                       | Divize D                                                    | 4                                                           | 30                                                          | 13                                                          | 4                                                           | 13                                                          | 41                                                          | 43                                                          | −2                                                          | 30                                                          | 9.                                                          |
| 1974/75                                                                                       | Divize D                                                    | 4                                                           | 30                                                          | 11                                                          | 10                                                          | 9                                                           | 36                                                          | 31                                                          | +5                                                          | 32                                                          | 7.                                                          |
| 1975/76                                                                                       | Divize D                                                    | 4                                                           | 30                                                          | 15                                                          | 7                                                           | 8                                                           | 43                                                          | 22                                                          | +21                                                         | 37                                                          | 2.                                                          |
| 1976/77                                                                                       | Divize D                                                    | 4                                                           | 30                                                          | 12                                                          | 9                                                           | 9                                                           | 38                                                          | 39                                                          | −1                                                          | 33                                                          | 4.                                                          |
| 1977/78                                                                                       | Divize D                                                    | 3                                                           | 30                                                          | 11                                                          | 10                                                          | 9                                                           | 35                                                          | 39                                                          | −4                                                          | 32                                                          | 7.                                                          |
| 1978/79                                                                                       | Divize D                                                    | 3                                                           | 30                                                          | 10                                                          | 6                                                           | 14                                                          | 34                                                          | 43                                                          | −9                                                          | 26                                                          | 14.                                                         |
| 1979/80                                                                                       | Jihomoravský krajský přebor                                 | 4                                                           | 30                                                          | 20                                                          | 7                                                           | 3                                                           | 59                                                          | 22                                                          | +37                                                         | 47                                                          | 1.                                                          |
| 1980/81                                                                                       | Divize D                                                    | 3                                                           | 30                                                          | 9                                                           | 7                                                           | 14                                                          | 42                                                          | 41                                                          | +1                                                          | 25                                                          | 12.                                                         |
| 1981/82                                                                                       | Divize C                                                    | 4                                                           | 26                                                          | 11                                                          | 4                                                           | 11                                                          | 35                                                          | 39                                                          | −4                                                          | 26                                                          | 7.                                                          |
| 1982/83                                                                                       | Divize D                                                    | 4                                                           | 26                                                          | 10                                                          | 8                                                           | 8                                                           | 30                                                          | 26                                                          | +4                                                          | 28                                                          | 6.                                                          |
| 1983/84                                                                                       | Divize D                                                    | 4                                                           | 26                                                          | 12                                                          | 3                                                           | 11                                                          | 48                                                          | 46                                                          | +2                                                          | 27                                                          | 4.                                                          |
| 1984/85                                                                                       | Divize D                                                    | 4                                                           | 30                                                          | 11                                                          | 5                                                           | 14                                                          | 45                                                          | 52                                                          | −7                                                          | 27                                                          | 13.                                                         |
| 1985/86                                                                                       | Divize D                                                    | 4                                                           | 30                                                          | 5                                                           | 10                                                          | 15                                                          | 26                                                          | 47                                                          | −21                                                         | 20                                                          | 16.                                                         |
| 1986/87                                                                                       | Jihomoravský krajský přebor                                 | 5                                                           | 26                                                          | 9                                                           | 6                                                           | 11                                                          | 39                                                          | 46                                                          | −7                                                          | 24                                                          | 10.                                                         |
| 1987/88                                                                                       | Jihomoravský krajský přebor                                 | 5                                                           | 26                                                          | 8                                                           | 6                                                           | 12                                                          | 34                                                          | 46                                                          | −12                                                         | 22                                                          | 10.                                                         |
| 1988/89                                                                                       | Jihomoravský krajský přebor                                 | 5                                                           | 26                                                          | 8                                                           | 8                                                           | 10                                                          | 35                                                          | 44                                                          | −9                                                          | 24                                                          | 9.                                                          |
| 1989/90                                                                                       | Jihomoravský krajský přebor                                 | 5                                                           | 26                                                          | 7                                                           | 8                                                           | 11                                                          | 33                                                          | 36                                                          | −3                                                          | 22                                                          | 12.                                                         |
| 1990/91                                                                                       | Jihomoravský krajský přebor                                 | 5                                                           | 30                                                          | 11                                                          | 9                                                           | 10                                                          | 33                                                          | 40                                                          | −7                                                          | 31                                                          | 9.                                                          |
| 1991/92                                                                                       | Divize D                                                    | 4                                                           | 30                                                          | 9                                                           | 8                                                           | 13                                                          | 26                                                          | 39                                                          | −13                                                         | 26                                                          | 12.                                                         |
| 1992/93                                                                                       | Divize D                                                    | 4                                                           | 30                                                          | 6                                                           | 10                                                          | 14                                                          | 26                                                          | 48                                                          | −22                                                         | 22                                                          | 14.                                                         |
| Česko (1993 – )                                                                               |                                                             |                                                             |                                                             |                                                             |                                                             |                                                             |                                                             |                                                             |                                                             |                                                             |                                                             |
| Sezóna                                                                                        | Liga                                                        | Úroveň                                                      | Z                                                           | V                                                           | R                                                           | P                                                           | VG                                                          | OG                                                          | +/−                                                         | B                                                           | Pozice                                                      |
| 1993/94                                                                                       | Divize D                                                    | 4                                                           | 30                                                          | 10                                                          | 6                                                           | 14                                                          | 35                                                          | 46                                                          | −11                                                         | 26                                                          | 12.                                                         |
| 1994/95                                                                                       | Divize D                                                    | 4                                                           | 30                                                          | 11                                                          | 6                                                           | 13                                                          | 44                                                          | 38                                                          | +6                                                          | 39                                                          | 7.                                                          |
| 1995/96                                                                                       | Divize D                                                    | 4                                                           | 30                                                          | 10                                                          | 5                                                           | 15                                                          | 34                                                          | 49                                                          | −15                                                         | 35                                                          | 14.                                                         |
| 1996/97                                                                                       | Divize D                                                    | 4                                                           | 30                                                          | 14                                                          | 7                                                           | 9                                                           | 41                                                          | 31                                                          | +10                                                         | 49                                                          | 5.                                                          |
| 1997/98                                                                                       | Divize D                                                    | 4                                                           | 30                                                          | 9                                                           | 7                                                           | 14                                                          | 44                                                          | 51                                                          | −7                                                          | 34                                                          | 12.                                                         |
| 1998/99                                                                                       | Divize D                                                    | 4                                                           | 30                                                          | 12                                                          | 1                                                           | 17                                                          | 36                                                          | 53                                                          | −17                                                         | 37                                                          | 14.                                                         |
| 1999/00                                                                                       | Divize D                                                    | 4                                                           | 30                                                          | 16                                                          | 6                                                           | 8                                                           | 49                                                          | 27                                                          | +22                                                         | 54                                                          | 3.                                                          |
| 2000/01                                                                                       | Divize D                                                    | 4                                                           | 30                                                          | 5                                                           | 7                                                           | 18                                                          | 29                                                          | 60                                                          | −31                                                         | 22                                                          | 15.                                                         |
| 2001/02                                                                                       | Jihomoravský župní přebor                                   | 5                                                           | 30                                                          | 11                                                          | 11                                                          | 8                                                           | 45                                                          | 43                                                          | +2                                                          | 44                                                          | 7.                                                          |
| 2002/03                                                                                       | Přebor Jihomoravského kraje                                 | 5                                                           | 30                                                          | 9                                                           | 8                                                           | 13                                                          | 42                                                          | 41                                                          | +1                                                          | 35                                                          | 12.                                                         |
| 2003/04                                                                                       | Přebor Jihomoravského kraje                                 | 5                                                           | 30                                                          | 13                                                          | 7                                                           | 10                                                          | 58                                                          | 44                                                          | +14                                                         | 46                                                          | 5.                                                          |
| 2004/05                                                                                       | Přebor Jihomoravského kraje                                 | 5                                                           | 30                                                          | 19                                                          | 2                                                           | 9                                                           | 63                                                          | 29                                                          | +34                                                         | 59                                                          | 2.                                                          |
| 2005/06                                                                                       | Divize D                                                    | 4                                                           | 30                                                          | 8                                                           | 7                                                           | 15                                                          | 44                                                          | 67                                                          | −23                                                         | 31                                                          | 14.                                                         |
| 2006/07                                                                                       | Divize D                                                    | 4                                                           | 30                                                          | 12                                                          | 4                                                           | 14                                                          | 34                                                          | 47                                                          | −13                                                         | 40                                                          | 8.                                                          |
| 2007/08                                                                                       | Divize D                                                    | 4                                                           | 30                                                          | 8                                                           | 9                                                           | 13                                                          | 30                                                          | 46                                                          | −16                                                         | 33                                                          | 14.                                                         |
| 2008/09                                                                                       | Přebor Jihomoravského kraje                                 | 5                                                           | 30                                                          | 14                                                          | 9                                                           | 7                                                           | 46                                                          | 30                                                          | +16                                                         | 51                                                          | 4.                                                          |
| 2009/10                                                                                       | Přebor Jihomoravského kraje                                 | 5                                                           | 30                                                          | 17                                                          | 4                                                           | 9                                                           | 57                                                          | 40                                                          | +17                                                         | 55                                                          | 3.                                                          |
| 2010/11                                                                                       | Přebor Jihomoravského kraje                                 | 5                                                           | 30                                                          | 4                                                           | 1                                                           | 25                                                          | 27                                                          | 131                                                         | −104                                                        | 13                                                          | 16.                                                         |
| 2011/12                                                                                       | Brněnský městský přebor                                     | 8                                                           | 26                                                          | 1                                                           | 4                                                           | 21                                                          | 19                                                          | 129                                                         | −110                                                        | 7                                                           | 14.                                                         |
| 2012/13                                                                                       | Brněnská městská soutěž                                     | 9                                                           | 26                                                          | 6                                                           | 5                                                           | 15                                                          | 58                                                          | 103                                                         | −45                                                         | 23                                                          | 12.                                                         |
| V letech 2013–2016 byl klub bez A-mužstva, v soutěžích přihlášena pouze mládežnická družstva. |                                                             |                                                             |                                                             |                                                             |                                                             |                                                             |                                                             |                                                             |                                                             |                                                             |                                                             |
| 2016/17                                                                                       | Brněnská městská soutěž                                     | 9                                                           | 24                                                          | 18                                                          | 2                                                           | 4                                                           | 90                                                          | 31                                                          | +59                                                         | 56                                                          | 2.                                                          |
| 2017/18                                                                                       | Brněnský městský přebor                                     | 8                                                           | 26                                                          | 13                                                          | 6                                                           | 7                                                           | 86                                                          | 54                                                          | +32                                                         | 45                                                          | 4.                                                          |
| 2018/19                                                                                       | Brněnský městský přebor                                     | 8                                                           | 26                                                          | 13                                                          | 3                                                           | 10                                                          | 66                                                          | 39                                                          | +27                                                         | 42                                                          | 6.                                                          |
| 2019/20                                                                                       | Brněnský městský přebor                                     | 8                                                           | 12                                                          | 2                                                           | 2                                                           | 8                                                           | 22                                                          | 42                                                          | −20                                                         | 8                                                           | 12.                                                         |
| 2020/21                                                                                       | Brněnský městský přebor                                     | 8                                                           | 8                                                           | 3                                                           | 0                                                           | 5                                                           | 19                                                          | 22                                                          | −3                                                          | 9                                                           | 10.                                                         |
| 2021/22                                                                                       | Brněnský městský přebor                                     | 8                                                           | 26                                                          | 17                                                          | 1                                                           | 8                                                           | 82                                                          | 48                                                          | +34                                                         | 52                                                          | 4.                                                          |
| 2022/23                                                                                       | Brněnský městský přebor                                     | 8                                                           | 26                                                          | 19                                                          | 4                                                           | 3                                                           | 84                                                          | 23                                                          | +61                                                         | 61                                                          | 1.                                                          |
| 2023/24                                                                                       | I. B třída Jihomoravského kraje − sk. B                     | 7                                                           | 26                                                          | 7                                                           | 3                                                           | 16                                                          | 44                                                          | 57                                                          | −13                                                         | 24                                                          | 12.                                                         |
| 2024/25                                                                                       | I. B třída Jihomoravského kraje − sk. B                     | 7                                                           | 26                                                          | 7                                                           | 5                                                           | 14                                                          | 40                                                          | 56                                                          | −16                                                         | 26                                                          | 13.                                                         |

Poznámky:
- 1950: Za běžných okolností by byl klub postoupil do 2. nejvyšší soutěže (ligy), ta však byla zrušena a v ročnících 1951 a 1952 se nehrála.
- 1953: Hráno jednokolově.
- 1959/60: Po sezoně proběhla reorganizace nižších soutěží.
- 1976/77: Po sezoně proběhla reorganizace nižších soutěží.
- 1980/81: Po sezoně proběhla reorganizace nižších soutěží.
- 1965-1969 a 1977-1981: Divize D byla jednou ze skupin třetí nejvyšší soutěže.
- 1981/82: Pro tuto sezonu byl klub zařazen v české Divizi C.[5]
- 2004/05: Postoupilo rovněž vítězné mužstvo Líšeň.
- 2016/17: Postoupilo rovněž vítězné mužstvo TJ Start Brno „B“.
- 2019/20 a 2020/21: Tyto sezony byly ukončeny předčasně z důvodu pandemie covidu-19 v Česku.

## Prvoligová sezona 1952

### Hráčský kádr
Karel Čapek (13/0/-),
Josef Krejčí (-/0/-),
Antonín Palán (-/0/-) –
František Buchta (21/4),
Josef Doubek (-/0),
Bohumil Halva (-/1),
Josef Hlobil (-/0),
Vlastimil Hloucal (-/0),
... Hranička (-/0),
Josef Hronek (20/3),
Josef Jaroš (13/1),
Miroslav Jirůšek (-/0),
Oldřich Klimeš (2/0),
... Kozel (-/0),
František Kříž (-/0),
Miloš Leder (-/0),
Jan Mikulášek (-/0),
Karel Nepala (18/1),
Jaroslav Polešovský (-/2),
Jan Procházka (23/5),
František Samuelčík (26/0),
Eduard Schön (26/1),
Ludvík Sukup (5/0),
Eduard Šabatka (15/4),
Theodor Šmídek (-/0),
Richard Tříska (-/1),
Vít Veselý (-/0),
Jiří Zamastil (14/2) –
hrající trenér Karel Nepala

### Jednotlivé zápasy
| Kolo          | Datum         | D/V   | Soupeř                   | Výsledek (poločas)   | Střelci MEZ Židenice; poznámky |
| ------------- | ------------- | ----- | ------------------------ | -------------------- | ------------------------------ |
| 1.            | NE 09.03.1952 | Doma  | NV Bratislava            | prohra 2:3 (1:3)     | Šabatka, Nepala                |
| 2.            | NE 16.03.1952 | Doma  | OKD Ostrava              | výhra 3:1 (2:0)      | Halva, Hronek, Šabatka         |
| 3.            | NE 23.03.1952 | Venku | Ingstav Teplice          | prohra 0:6 (0:3)     | –                              |
| 4.            | NE 30.03.1952 | Doma  | Sparta ČKD Sokolovo      | nerozhodně 0:0       | –                              |
| 5.            | NE 06.04.1952 | Venku | Slovena Žilina           | prohra 1:5 (0:3)     | Buchta                         |
| 6.            | NE 13.04.1952 | Doma  | ČSSZ Dukla Prešov        | prohra 1:3 (1:2)     | Procházka                      |
| 7.            | NE 27.04.1952 | Venku | ZVIL Plzeň               | prohra 0:2 (0:2)     | –                              |
| 9. (8. hrané) | NE 18.05.1952 | Venku | VŽKG Ostrava             | prohra 2:4 (2:2)     | Šabatka, Procházka             |
| 10. (9.)      | NE 25.05.1952 | Doma  | ATK Praha                | nerozhodně 0:0       | –                              |
| 12. (10.)     | NE 01.06.1952 | Venku | Armaturka Ústí nad Labem | výhra 4:1 (2:1)      | Procházka 2, Hronek, Jaroš     |
| 13. (11.)     | NE 27.07.1952 | Doma  | SONP Kladno              | prohra 0:2 (0:1)     | –                              |
| 11. (12.)     | NE 03.08.1952 | Venku | Dynamo ČSD Košice        | nerozhodně 2:2 (0:2) | Hronek, Buchta                 |
| 8. (13.)      | CT 07.08.1952 | Doma  | Kovo Trnava              | prohra 2:4 (0:3)     | Zamastil, Procházka            |
| 14.           | SO 09.08.1952 | Venku | NV Bratislava            | prohra 0:4 (0:2)     | –                              |
| 15.           | NE 17.08.1952 | Venku | Baník Ostrava            | prohra 1:5 (0:1)     | Šabatka                        |
| 16.           | NE 24.08.1952 | Doma  | Ingstav Teplice          | prohra 0:1 (0:1)     | –                              |
| 17.           | SO 30.08.1952 | Venku | Sparta ČKD Sokolovo      | prohra 1:3 (1:2)     | Hronek                         |
| 18.           | NE 07.09.1952 | Doma  | Slovena Žilina           | prohra 1:2 (0:0)     | Polešovský                     |
| 19.           | SO 20.09.1952 | Venku | Dukla Prešov             | prohra 1:3 (1:1)     | Polešovský                     |
| 20.           | PA 26.09.1952 | Doma  | ZVIL Plzeň               | prohra 1:4 (1:2)     | Schön                          |
| 21.           | SO 04.10.1952 | Venku | Kovo Trnava              | prohra 1:3 (1:2)     | Buchta                         |
| 22.           | NE 26.10.1952 | Doma  | VŽKG Ostrava             | prohra 1:3 (0:0)     | Buchta                         |
| 23.           | NE 02.11.1952 | Venku | ATK Praha                | prohra 0:1 (0:1)     | –                              |
| 24.           | NE 09.11.1952 | Doma  | Dynamo ČSD Košice        | nerozhodně 0:0       | –                              |
| 25.           | NE 16.11.1952 | Doma  | Armaturka Ústí nad Labem | prohra 1:3 (0:2)     | Tříska; hráno na Horymíru      |
| 26.           | NE 30.11.1952 | Venku | SONP Kladno              | prohra 0:6 (0:3)     | –                              |

## ČAFC Židenice Brno „B“
ČAFC Židenice Brno „B“ byl rezervním týmem židenických, který se pohyboval převážně v krajských soutěžích.

### Umístění v jednotlivých sezonách
Stručný přehled
Zdroj: 
- 1961–1962: I. A třída Jihomoravského kraje – sk. B
- 1972–1977: I. A třída Jihomoravského kraje – sk. A
- 1977–1978: I. A třída Jihomoravského kraje – sk. B
- 1978–1980: I. A třída Jihomoravského kraje – sk. A
- 1991–1997: I. B třída Jihomoravské župy – sk. C
- 2008–2009: Brněnská základní třída
- 2009–2011: Brněnská městská soutěž

Jednotlivé ročníky
Zdroj: 
Legenda: Z – zápasy, V – výhry, R – remízy, P – porážky, VG – vstřelené góly, OG – obdržené góly, +/− – rozdíl skóre, B – body, červené podbarvení – sestup, zelené podbarvení – postup, fialové podbarvení – reorganizace, změna skupiny či soutěže
| Československo (1972 – 1993) |                                         |        |    |     |     |     |     |     |     |    |        |
| Sezóny                       | Liga                                    | Úroveň | Z  | V   | R   | P   | VG  | OG  | +/− | B  | Pozice |
| 1972/73                      | I. A třída Jihomoravského kraje – sk. A | 6      | 26 | 9   | 7   | 10  | 56  | 51  | +5  | 25 | 10.    |
| 1973/74                      | I. A třída Jihomoravského kraje – sk. A | 6      | 26 | 11  | 5   | 10  | 51  | 46  | +5  | 27 | 6.     |
| 1974/75                      | I. A třída Jihomoravského kraje – sk. A | 6      | 26 | 14  | 3   | 9   | 52  | 47  | +5  | 31 | 3.     |
| 1975/76                      | I. A třída Jihomoravského kraje – sk. A | 6      | 26 | 11  | 5   | 10  | 53  | 47  | +6  | 27 | 4.     |
| 1976/77                      | I. A třída Jihomoravského kraje – sk. A | 6      | 26 | 5   | 8   | 13  | 38  | 55  | −17 | 18 | 12.    |
| 1977/78                      | I. A třída Jihomoravského kraje – sk. B | 5      | 26 | ... | ... | ... | ... | ... | ... |    |        |
| 1978/79                      | I. A třída Jihomoravského kraje – sk. A | 5      | 26 | 12  | 5   | 9   | 49  | 46  | +3  | 29 | 5.     |
| 1979/80                      | I. A třída Jihomoravského kraje – sk. A | 5      | 30 | 6   | 5   | 19  | 39  | 66  | −27 | 17 | 15.    |
| ...                          |                                         |        |    |     |     |     |     |     |     |    |        |
| 1991/92                      | I. B třída Jihomoravské župy – sk. C    | 7      | 26 | 8   | 6   | 12  | 37  | 54  | −17 | 22 | 12.    |
| 1992/93                      | I. B třída Jihomoravské župy – sk. C    | 7      | 26 | 8   | 7   | 11  | 37  | 37  | 0   | 23 | 13.    |
| Česko (1993 – 2011)          |                                         |        |    |     |     |     |     |     |     |    |        |
| Sezóny                       | Liga                                    | Úroveň | Z  | V   | R   | P   | VG  | OG  | +/− | B  | Pozice |
| 1993/94                      | I. B třída Jihomoravské župy – sk. C    | 7      | 26 | 8   | 7   | 11  | 37  | 40  | −3  | 23 | 9.     |
| 1994/95                      | I. B třída Jihomoravské župy – sk. C    | 7      | 26 | 9   | 3   | 14  | 55  | 54  | +1  | 30 | 11.    |
| 1995/96                      | I. B třída Jihomoravské župy – sk. C    | 7      | 26 | 9   | 5   | 12  | 42  | 47  | −5  | 32 | 10.    |
| 1996/97                      | I. B třída Jihomoravské župy – sk. C    | 7      | 26 | 8   | 7   | 11  | 48  | 54  | −6  | 31 | 10.    |
| ...                          |                                         |        |    |     |     |     |     |     |     |    |        |
| 2008/09                      | Brněnská základní třída                 | 10     | 20 | 14  | 3   | 3   | 87  | 38  | +49 | 45 | 1.     |
| 2009/10                      | Brněnská městská soutěž                 | 9      | 26 | 10  | 4   | 12  | 45  | 52  | −7  | 34 | 9.     |
| 2010/11                      | Brněnská městská soutěž                 | 9      | 26 | 13  | 5   | 8   | 50  | 45  | +5  | 44 | 4.     |